# アタナギルド
アタナギルド （Athanagild, ? - 567年12月）は、西ゴート王。